# 이동원 (가수)
이동원(李東源, 1951년 4월 15일 ~ 2021년 11월 14일)은 대한민국의 가수였다.

## 생애
한국 전쟁 시기였던 1951년에 임시수도인 부산에서 태어났고, 1970년에 솔로 가수로 데뷔하였다. 2021년 11월 14일에 식도암으로 사망하였다.

## 앨범
- 사랑의 순간,불새 (1980년)
- 김도향, 이동원, 이화, 하야로비 4인의 힛송 모음집 (1982년)
- 이별노래 (1984년)
- 이동원 (1986년)
- 이동원 골든 (1988년)
- 그곳이 차마 꿈엔들 잊힐리야 (1989년)
- 2집 4인 골든 힛트송 (1989년)
- 마흔살 되는 해는 (1992년)
- 이동원, 말렝카/향수 (1992년)
- 봄길 (1999년)
- 추억의 골든 포크송 - 추상 (追想) (2002년)
- 이동원 골든 (2007년)
- 삶과 시 (2009년)
- 추남 (秋男) (2010년)
- 이동원-긴밤,비는 내리는데 (2016년)

## 가족 관계
- 배우자 : 이명희

## 같이 보기
- 전유성